# Quận Abbeville, South Carolina
Quận Abbeville là một quận trong tiểu bang Nam Carolina. Theo điều tra dân số năm 2000, quận có dân số 26.167 người; năm 2005, Cục điều tra dân số Hoa Kỳ ước tính dân số là 26.133 người  Quận lỵ đóng ở Abbeville.6

## Địa lý
The county seat of Abbeville County is Abbeville, SC. Theo Cục điều tra dân số Hoa Kỳ, quận có tổng diện tích 511 dặm Anh vuông (1.324 km²), trong đó, 508 dặm Anh vuông (1.316 km²) là diện tích đất và 3 dặm Anh vuông (8 km²) trong tổng diện tích (0,59%) là diện tích mặt nước.

### Các quận giáp ranh
- Quận Greenville, South Carolina - Bắc
- Quận Anderson, South Carolina - Bắc
- Quận Laurens, South Carolina - Đông bắc
- Quận Greenwood, South Carolina - Đông
- Quận McCormick, South Carolina - Đông nam
- Quận Elbert, Georgia - Tây

### Khu bảo tồn quốc gia
- Rừng quốc gia Sumter (một phần)

## Thông tin nhân khẩu
Theo cuộc điều tra dân số2 tiến hành năm 2000, quận này có dân số 26.167 người, 10.131 hộ, và 7.284 gia đình sinh sống trong quận này. Mật độ dân số là 52 người trên mỗi dặm Anh vuông (20/km²). Đã có 11.656 đơn vị nhà ở với một mật độ bình quân là 23 trên mỗi dặm Anh vuông (9/km²).  Cơ cấu chủng tộc của dân cư sinh sống tại quận này gồm 68,33% người da trắng, 30,29% người da đen hoặc người Mỹ gốc Phi, 0,10% người thổ dân châu Mỹ, 0,23% người gốc châu Á, 0,03% người các đảo Thái Bình Dương, 0,31% từ các chủng tộc khác, và 0,71% từ hai hay nhiều chủng tộc.  0,83% dân số là người Hispanic hoặc người Latin thuộc bất cứ chủng tộc nào. 22,1% were of American, 9,7% người Ireland, 6,7% English, 5,5% German và 5,3% Scotch-Irish theo kết quả điều tra dân số năm 2000.
Có 10,131 hộ trong đó có 31,70% có con cái dưới tuổi 18 sống chung với họ, 52,20% là những cặp kết hôn sinh sống với nhau, 15,30% có một chủ hộ là nữ không có chồng sống cùng, và 28,10% là không gia đình. 25,30% trong tất cả các hộ gồm các cá nhân và 11,30% có người sinh sống một mình và có độ tuổi 65 tuổi hay già hơn.  Quy mô trung bình của hộ là 2,51 còn quy mô trung bình của gia đình là 3,00,
Cơ cấu độ tuổi dân cư quận này như sau 25,30% dưới độ tuổi 18, 9,50% từ 18 đến 24, 26,70% từ 25 đến 44, 23,80% từ 45 đến 64, và 14,70% người có độ tuổi 65 tuổi hay già hơn.  Độ tuổi trung bình là 37 tuổi. Cứ mỗi 100 nữ giới thì có 92,10 nam giới. Cứ mỗi 100 nữ giới có độ tuổi 18 và lớn hơn thì, có 88,00 nam giới.
Thu nhập bình quân của một hộ ở quận này là $32.635, và thu nhập bình quân của một gia đình ở quận này là $38.847, Nam giới có thu nhập bình quân $30.452 so với mức thu nhập $21.045 đối với nữ giới. Thu nhập bình quân đầu người của quận là $15.370, Khoảng 10,10% gia đình và 13,70% dân số sống dưới ngưỡng nghèo, bao gồm 17,20% những người có độ tuổi 18 và 16,90% là những người 65 tuổi hoặc già hơn.